# Shoreway (schip, 2009)
De Shoreway is een Nederlandse sleephopperzuiger, ontworpen voor het opzuigen van zand en kiezels. Het heeft IMO nummer 9420344.  Het schip is eigendom van de Koninklijke Boskalis Westminster N.V. en is gebouwd door IHC in Kinderdijk. Het schip is in 2009 opgeleverd en kon met zijn werkzaamheden beginnen.
Het schip had anno 2012 alleen in Europa gewerkt, om precies te zijn in Nederland, Groot-Brittannië, Duitsland, Polen, Rusland en Frankrijk.
De Shoreway heeft ook een zusterschip, genaamd Crestway. Dit schip is qua uiterlijk hetzelfde als de Shoreway. De Crestway is ook door IHC gebouwd en is enkele maanden ouder.

## Technische gegevens
Het schip is 97 meter lang, 21 meter breed en heeft een diepgang van 7,6 meter. De 'zandbak' van het schip heeft een inhoud van 5600 kubieke meter zand.